# Паста (сериал)
Вижте пояснителната страница за други значения на Паста.
„Паста“ (на корейски: 파스타; на английски: Pasta) е южнокорейски сериал с участието на Конг Хьо Джин, И Сон Кюн, И Хани и Алекс Чу, който се излъчва от 4 януари до 9 март 2010 г. по MBC.
Пресъздава историята на млада жена, която мечтае да стане елитен шеф-готвач.

## Сюжет
Со Ю Кьонг мечтае да бъде главен готвач. От три години тя работи като трети помощник-готвач в кухнята на престижния италиански ресторант „Ла Сфера“ с надеждата да бъде повишена. Точно когато е на път да осъществи целта си, в ресторанта е назначен нов шеф готвач – Хьон Ук. Той не само притежава италианска диплома, но и таи у себе си ненавист към всички жени готвачи.
Веднага след неговото пристигане всички готвачки са уволнени, с изключение на Ю Кьонг, която остава в екипа след убедителната си победа в конкурс за вкусове. Но предизвикателствата не приключват дотук, тъй като новият президент на ресторанта, Ким Сан, назначава своята приятелка Се Йонг за партньор на Хьон Ук. Хьон Ук и Се Йонг се познават още от Италианския кулинарен колеж, където прекъсват отношенията си заради саботаж по време на кулинарен конкурс. След този инцидент двамата се превръщат във врагове, постоянно съревноваващи се да докажат своите умения в италианската кухня.
Сред тази вражда и конкуренция, Ю Кьонг се чувства малка и незабележителна. Но не се предава, а продължава да развива уменията си, като дори започва да изпитва чувства към харизматичния Хьон Ук. В същото време собственикът Ким Сан също е привлечен от Ю Кьонг, но връзката им е изпълнена с усложнения.

## Актьорски състав
- Конг Хьо Джин – Со Ю Кьонг, дъщеря на собственик на китайски ресторант. Завършва обикновено кулинарно училище и започва отдолу в йерархията – 3 години е помощник в кухнята на „Ла Сфера“, има добри препоръки и най-накрая е повишена в шеф, но след пристигането на новия главен готвач, Хьон Ук, е на ръба да загуби своята работа.

- И Сон Кюн – Че Хьон Ук, готвач на върха в своята професия, започнал кариерата си от дъното на италиански ресторант в Сицилия. Предложението за висока заплата и жилище от „Ла Сфера“ го примамва и той приема да бъде главен шеф. Ненавижда жените, вследствие на злощастен спомен от миналото си и строго обявява: „В моята кухня няма да има жени“.

- И Хани – О Се Йонг, най-известната жена в кулинарния бранш в Корея, със свое кулинарно шоу. Докато е учила в Италия, тя е била най-близкия човек на Хьон Ук, но проваля участието му с негова рецепта за Голямата награда на престижен кулинарен конкурс.

- Алекс Чу – Ким Сан, собственикът на „Ла Сфера“, който дълго време пази този факт в тайна под прикритието на обикновен управител. Той забелязва уменията на Ю Кьонг в кухнята, проявява личен интерес към нея и незабележимо ѝ помага, без тя дори да подозира.

- И Хьонг Чул – Гъм Сок Хо
- И Сонг Мин – Сол Джун Сок
- Че Джин Хьок – Сун У Док
- Но Мин У – Филип
- Хьон У – И Джи Хун

## В България
Сериалът започва да се излъчва в България на 25 ноември 2011 г. по БНТ всеки петък от 22:00 ч.

## Външни връзки
- Официален сайт ((ko))
- „Паста (сериал)“ в  Internet Movie Database